# 卢西亚诺·马拉菲尼
卢西亚诺·马拉菲尼（Luciano Marraffini，1974年7月17日—）是一位阿根廷裔美国微生物学家，现任洛克菲勒大学细菌学实验室负责人兼教授。 他因阐明CRISPR-Cas系统的分子机制而闻名，为最早揭示该免疫系统工作原理的科学家之一。

## 早年生活与教育
Marraffini出生并成长于阿根廷罗萨里奥。他童年时热爱家乡的足球俱乐部新旧男孩及科学阅读。 他毕业于Dante Alighieri 学校，后在国立罗萨里奥大学生化与药学学院攻读生物技术学士，师从Eduardo Ceccarelli研究植物Ferredoxin–NADP⁺还原酶的生化机制。 2003年，他赴芝加哥大学攻读博士，师从Olaf Schneewind，研究将表面蛋白锚定于革兰氏阳性细菌胞外包膜的转肽酶功能与结构。

## 科研经历
2008年，Marraffini作为Jane Coffin Childs基金会研究员加入西北大学Erik Sontheimer实验室，开创性地研究CRISPR-Cas系统的分子机制，并率先证明CRISPR免疫通过序列特异性DNA切割来抵御外源遗传物质。 2010年，他加入洛克菲勒大学教职团队，继续致力于CRISPR-Cas免疫研究。 2012年，他与博德研究所的Feng Zhang合作，推动了CRISPR-Cas9基因编辑技术在细菌及人类细胞中的应用。 目前，他的实验室主要聚焦于细菌CRISPR-Cas免疫机制的深入解析。

## 荣誉与奖项
- 2011年 Searle 学者奖[12]
- 2012年 NIH 主任新创新者奖[13]

- 2015年 伯尔尼大学 Hans Sigrist 奖[14]
- 2016年 ASBMB Earl and Thressa Stadtman 学者奖（与 Georgios Skiniotis 共享）[15]
- 2017年 NIH 主任先锋奖[16]
- 2017年 阿尔巴尼医学中心医学与生物医学研究奖（与 Emmanuelle Charpentier、Jennifer Doudna、Francisco Mojica 和 Feng Zhang 共享）[17]

他于2017年当选美国微生物学会院士，2019年当选美国国家科学院院士，2021年当选美国艺术与科学院院士。2018年，他被任命为霍华德·休斯医学研究所（HHMI）研究员。